# The Ten-Per-Cent Solution
«The Ten-Per-Cent Solution» (укр. «Десяти-від-соткове рішення») — восьма серія двадцять третього сезону мультсеріалу «Сімпсони», прем'єра якої відбулась 4 грудня 2011 року у США на телеканалі «Fox».

## Сюжет
У випуску «Шоу Клоуна Красті» показано три мультфільми «Чуха і Сверблячки» підряд. Це викликає гнів Красті, оскільки зіркою шоу повинен бути він, а не персонажі миші та кота…
Мардж відволікає дітей від телевізора, щоб відвідати музей… телебачення, який незабаром буде закрито. На виставці «Пригод Фетсо Фланагана», що є одним з улюблених телесеріалів Гомера до сім'ї підходить Енні Дубінські, агентка актора, який зіграв Фетсо. Вона трохи спілкується із Гомером.
Тим часом під час засідання ради директорів «6 каналу» Красті звільняють через те, що його жарти застаріли. Красті йде до свого агента, сподіваючись влаштуватися на нову роботу, але той також кидає його.
Після музею Сімпсони обідають у «Красті Бургері», де виявляють, що Красті плаче у басейні з кульками. Вони заохочують клоуна повернутися до справи, і говорять, що зустріли агентку, яка може йому допомогти. Однак, на порозі кабінета Енні, та миттєво впізнає Красті і сердито грюкає дверима…
Енні повідомляє, що у середині 1960-х вона була тією, хто відкрив Красті. Щоб добитись більшого успіху клоуна-початківця, Енні стала його першим агентом. У них також були і романтичні стосунки. Однак, як тільки Красті здобув славу, він звільнив Енні, і, зрештою, поставив крапку в їх відносинах.
У теперішньому часі, Красті благає її взяти його назад як клієнта. Врешті-решт вона погоджуються, але з тільки діловими відносинами.
Красті починає виступати у театрі, адаптувавши своє шоу для дорослих, яким подобається ностальгія за дитинством. Вистави високо оцінюються як глядачами, так і критиками, а Красті та Енні знову починають стосунки.
Незабаром мережа кабельного телебачення преміум-класу «HBOWTIME» дає Красті власне шоу, з Енні на посаді продюсера на вимогу Красті. Однак, незабаром керівники мережі розчаровані через те, що Енні занадто втручається в шоу, і надто дратується. Керівники вирішують звільнити Енні, але Красті відмовляється продовжувати без неї.
В результаті, пара звертається до іншої мережі, де вони знімаються у шоу під назвою «Секс після шістдесяти».

## Виробництво
В інтерв'ю сайту «E! News» запрошена зірка, артистка Джоан Ріверз, зазначила, що хоча це була не перша її роль в озвученні мультфільмів, але це була найбільшою її роллю. Вона додала, що є шанувальницею «Сімпсонів», тому що воно ― «таке розумне і таке смішне на багатьох рівнях. Тож, коли зателефонували і сказали: „Ви хочете це зробити?“, навіть не прочитавши сценарію я сказала: „Абсолютно“».
Музичний редактор серіалу Кріс Ледезма у своєму блозі розповів, що для сцени на виставці мультсеріалу «Король гори» у музеї телебачення команда придбала право на використання початкової теми мультсеріалу.

## Цікаві факти і культурні відсилання
- На початку серії «Шоу Чуха і Сверблячки» пародіюють кілька фільмів 2010 року:
  - «The Cat's Speech» (укр. «Кіт говорить») є пародією на британську історичну драму «The King's Speech» (укр. «Король говорить!»)[3];
  - «The Social Petwork» (укр. «Соціальна котомережа») пародіює драму «The Social Network» (укр. «Соціальна мережа») тим, що сюжет частково пояснюється використанням екранів лише з текстом[3];
  - «Black and Blue Swan» (укр. «Чорно-голубий лебідь») — пародія на горрор «Black Swan» (укр. «Чорний лебідь»)[3][2].
  - Перед показом третього мультфільму Красті зазначає, що «фільми, які вони висміюють вийшли більше року тому. Ті пародії були написані після виходу фільму, але через проблеми з анімацією ці дурні мультфільми виглядають застарілими і тупими!» Це відсилання до довгого часу, необхідного для створення серії «Сімпсонів» ― 8—12 місяців — тому культурні відсилання часто можна вважати застарілими[3][4].
- Мардж каже, що ідея «Пригод Фетсо Фланагана» вкрадена з «Молодят» (англ. «The Honeymooners»)[3]. Гомер доповнює, що «тоді всі здирали ідеї з „Молодят“»[3].
- Під час звільнення Красті директори пояснюють, що «зараз дітям не подобається клоун, жарти якого можна зрозуміти лише з Вікіпедії».
- Назва мережі «HBOWTIME» складена з назв каналів «HBO» і «Showtime».
  - Гасло «HBOWTIME», «It's not just TV, it's more expensive» (укр. «Це не просто ТБ, це дороге ТБ») пародіює давнє гасло «HBO» 1996—2009 років, «It's Not TV. It's HBO» (укр. «Це не ТБ. Це — HBO»).

## Ставлення критиків і глядачів
Під час прем'єри серію переглянули 9 млн осіб з рейтингом 4.0, що зробило її найпопулярнішим шоу на каналі «Fox» тієї ночі.
Гейден Чайлдс з «The A.V. Club» дав серії оцінку A-, високо оцінивши вибір Джоан Ріверз як запрошеної зірки, оскільки вона змогла «використати свій фірмовий гумор у світі „Сімпсонів“, не порушивши сюжет або сатиру». Він також зазначив, що «хоча може здатися трохи смішним те, що Кастелланета, який озвучує Красті, написав таку велику частину для себе, це також є свідченням його співчуття до Красті та, що цей епізод як поглиблює наше розуміння Красті, так і насправді дозволяє йому зростати органічно як персонаж».
Джош Гаррісон з «Ology» дав серії оцінку 7/10, так само високо оцінивши епізод за те, що у ньому «були чудові моменти клоуна Красті та кілька зоряних виступів зірок». Гаррісон написав, що, хоча серія «не була золото Сімпсонів, це був чудовий шанс зосередитись на другорядному персонажі та можливість для Джоан Ріверз стати… Джоан Ріверс. Я думаю, Ваша оцінка епізода може ґрунтуватися в основному на вашій думці про запрошену зірку…».
Водночас, конскрвативна «Рада батьків по телебаченю» (PTC) назвала «Сімпсонів» «Найгіршим телевізійним шоу за тиждень», оскільки «The Ten-Per-Cent Solution» містить «вміст, неприйнятний для сімейної години». Група написала, що «відвертий сексуальний діалог вимагав рейтингу TV-14, але серія отримала рейтинг TV-PG. Керівники „Fox“ напевно знали, що практично нічого, що виходить з вуст Джоан Ріверз, не має рейтингу PG…»
Адам Бакман, колишній оглядач «New York Post», у своєму блозі зазначив, що сюжет епізоду дещо схожий на справжній період у житті Джоан Ріверз наприкінці 1980-х. На той момент вона вела «Пізнє шоу з Джоан Ріверз» на «Fox». Коли Ріверз кинула виклик керівникам «Fox», які хотіли звільнити її чоловіка Едгара Розенберга, виконавчого продюсера шоу, мережа звільнила їх обох. Вже за три місяці Розенберг наклав на себе руки. Бакман написав, що історія «The Ten-Per-Cent Solution» була «без сумніву розроблена зі схваленням Ріверз і, можливо, з її вкладом», і, що «лише комік її зросту та досвіду» намагатиметься обіграти особисту трагедію, як тут.
Згідно з голосуванням на сайті The NoHomers Club більшість фанатів оцінили серію на 3/5 із середньою оцінкою 2,77/5.